# شونبرگ (پلون)
شونبرگ (به آلمانی: Schönberg) یک شهر در آلمان است که در پلون واقع شده‌است. شونبرگ ۶٬۶۵۱ نفر جمعیت دارد.